# Точка Жергонна
Точка Жергонна — точка пересечения отрезков, соединяющих вершины треугольника с точками касания противоположных сторон вписанной окружности.
Обычно обозначается {\displaystyle Ge}, {\displaystyle G}, {\displaystyle J} или {\displaystyle K}.

## Свойства
- Точка Жергонна является точкой Лемуана треугольника, образованного точками касания сторон треугольника со вписанной окружностью.
- Точка Жергонна изотомически сопряжена точке Нагеля.
- Точка Жергонна изогонально сопряжена с центром отрицательной гомотетии вписанной и описанной окружности.
- Квадрат расстояния от точки Жергонна до центра вписанной окружности равен

{\displaystyle L^{2}=r^{2}-{\frac {3p^{2}r^{2}}{(4R+r)^{2}}}}
- Квадрат расстояния от точки Жергонна до центра описанной окружности равен

{\displaystyle L^{2}=R^{2}-{\frac {4p^{2}r(R+r)}{(4R+r)^{2}}}}
- Точка Жергонна лежит внутри открытого ортоцентроидного круга с выколотым центром.[1]
- Полный набор свойств точки Жергонна можно найти в статье Декова.[2]

## Треугольник Жергонна
Треугольник Жергонна для основного треугольника ABC определяется тремя точками касания вписанной окружности трёх его сторон.
Эти вершины обозначим TA, TB и TC.
Точка TA лежит напротив вершины A.
Этот треугольник Жергонна TATBTC известен также как треугольник касаний треугольника ABC.

### Свойства
- Три прямые ATA, BTB и CTC пересекаются в одной точке — точке Жергонна и обозначается Ge — X(7).
- Точка Жергонна треугольника является точкой пересечения симедиан треугольника Жергонна.
- Пусть точки касания вписанной в данный треугольник окружности соединены отрезками, тогда получится треугольник Жергонна, и в полученном треугольнике проведены высоты. В этом случае прямые, соединяющие основания этих высот, параллельны сторонам исходного треугольника. Следовательно, ортотреугольник треугольника Жергонна и исходный треугольник подобны.
- Треугольник Жергонна (для треугольника ABC) является подерным треугольником для инцентра в треугольнике ABC.

## История
Точка Жергонна была открыта Жозефом Диасом  Жергонном (Joseph Diaz Gergonne, 19.06.1771 – 4.05.1859) в начале XIX века.